# Maestro in Blue
Maestro in Blue (Originaltitel: Maestro) ist eine griechische Fernsehserie, gedreht von Christoforos Papakaliatis für den griechischen Fernsehkanal MEGA Channel. Maestro war die erste griechische Serie, die von Netflix gekauft wurde.

## Handlung
Der Musiklehrer Orestis Emmanuil reist im Sommer auf die malerische Insel Paxos, unweit von Korfu, um ein lokales Musikfestival zu organisieren. Dort lernt er Klelia, eine ehrgeizige 19-Jährige kennen, die in Athen Musik studieren will. Orestis wird mit den Problemen einer engen und meist konservativen Gesellschaft der Inselbewohner konfrontiert. Während er Musikproben abhält und das Festival vorbereitet, wird er in das Leben anderer hineingezogen und reflektiert auch über sein eigenes Leben, das sich an einem Wendepunkt befindet. In den neun Episoden der ersten Staffel geht es um die Liebe gleichgeschlechtlicher Partner, Bestechung, innerfamiliäre Gewalt und Orestis Liebe zu Klelia, die 25 Jahre jünger als er ist.

## Produktion
Maestro in Blue wurde für den griechischen MEGA Channel produziert und ab dem 13. Oktober 2022 einmal pro Woche ausgestrahlt. Es war die bis dahin zweitteuerste Produktion des Fernsehkanals und sie erfreute sich beim Fernsehpublikum sehr großer Beliebtheit. Ende 2022 wurden die internationalen Vermarktungsrechte an den privaten Streaminganbieter Netflix verkauft. Zunächst war die Serie ausschließlich in Griechenland und Zypern abrufbar. Ab 17. März 2023 war sie unter dem Titel Maestro in Blue auch weltweit über Netflix zu sehen. Bei Netflix war sie Anfang des Jahres 2023 die beliebteste Serie des griechischen Publikums. Den Erfolg konnte Maestro in Blue auch international fortsetzen; drei Tage nach der internationalen Ausstrahlung kam die Serie unter die 10 beliebtesten Serien auf Netflix und erlangte Platz 8. Für den internationalen Markt wurde die Serie synchronisiert und kann in zahlreichen Sprachen gesehen werden.
Die erste Staffel wurde vom Sommer 2021 bis Februar 2022 auf Paxos, Korfu und in Athen gedreht. Im Frühjahr 2023 wurde mit den Dreharbeiten der zweiten Staffel begonnen. Ab dem 16. Mai 2024 wurde die zweite Staffel der Serie über Netflix und den griechischen Fernsehkanal MEGA Channel ausgestrahlt und im Dezember desselben Jahres die dritte und letzte Staffel mit vier Episoden.
Besonderer Wert wurde bei der Produktion von Maestro in Blue auf die Musikauswahl gelegt. Außer der Musik von Kostas Christides werden zahlreiche Stücke der klassischen Musik gespielt, die für das im Mittelpunkt der Serie stehende Musikfestival auf Paxos eingeübt werden, sowie der Song Tichero Asteri (Glücksstern), ein Lied, das durch die griechische Musikerin Monika bekannt wurde und von Konstantinos Vita geschrieben wurde, gesungen von Orestis Chalkias, und der Song der griechischen Sängerin und Schauspielerin  Haris Alexiou Prosevchi (Gebet) sowie andere Stücke von Kid Moxie.

## Besetzung
| Rolle      | Darsteller                |
| ---------- | ------------------------- |
| Orestis    | Christoforos Papakaliatis |
| Antonis    | Orestis Chalkias          |
| Spyros     | Giorgos Benos             |
| Klelia     | Klelia Andriolatou        |
| Maria      | Maria Kavogianni          |
| Fanis      | Fanis Mouratidis          |
| Sofia      | Marisha Triantafyllidou   |
| Haris      | Haris Alexiou             |
| Michalis   | Antinoos Albanis          |
| Haralambos | Giannis Tsortekis         |

## Rezeption
Lobend hervorgehoben werden die in der Fernsehserie festgehaltenen Bilder von Paxos und der Natur, es handele sich um eine „absolutely beautiful scenery“ (absolut wunderschöne Szenerie). Aber auch die schauspielerische Leistung der Protagonisten wird allgemein gelobt: „Το βάθος και η ουσία ... σκεπάζονται από την υπεραπόδοση των ηθοποιών ...“ (Die Tiefe und Substanz wird ... durch die weit über dem Durchschnitt liegenden Leistungen der Schauspieler abgedeckt.).  Über Maestro in Blue wurde auch geschrieben: „A cast of talented actors embody multidimensional heroes through whom the creator attempts to open discussions on societal matters.“ (Eine Besetzung mit talentierten Schauspielern verkörpert multidimensionale Helden, mit deren Hilfe der Regisseur versucht, eine Diskussion über gesellschaftliche Angelegenheiten zu eröffnen). Gute Kritiken für ihre schauspielerische Leistung erhielt besonders die bekannte griechische Sängerin Haris Alexiou, die aus Altersgründen nicht mehr als Musikerin auftritt und in Maestro in Blue Klelias Großmutter spielt.